# 秦虎翼
秦虎翼（？—1853年），字飛熊，清朝軍事將領。直隸沙河縣（今河北省沙河市）東下河村人。同武進士出身。

## 生平
道光二十一年（1841年）中式辛丑恩科三甲武進士，授藍翎侍衛。道光三十年（1850年），選陝西綏德協紅德營守備。咸豐二年（1852年），太平軍北伐，秦虎翼奉命前往商州武關堵截防守。咸豐三年（1853年），調赴懷慶府。秦虎翼作戰身先士卒，屢著戰功。因頭部中炮陣亡。其事上聞，朝廷照例議卹，追贈雲騎尉世職。子秦文運，官直隸督標侯補守備。

## 遺跡
其墓已毀，僅碑座尚存。
沙河東下河村秦虎翼後人尚存有道光三十年正月二十六日清廷恩赠其父母的誥命詔書。